# Wind of Change
Wind of Change este cea mai cunoscută și consacrată melodie a trupei Scorpions. A ajuns pe primul loc în 13 țări, iar în SUA a ajuns pe locul 6. Balada a apărut în 1989 ca single iar un an mai târziu, in 1990, a apărut pe albumul Crazy World. 
Cu vânzari estimate la 14 milioane de copii vândute în lumea întreagă, "Wind of Change" este unul din cele mai bine vândute single-uri din toate timpurile.

## Melodia
În melodia Wind of Change este vorba de un simplu om, care în timpul unei nopți de august se plimbă pe malul râului Moscova, din capitala Uniunii Sovietice la acea vreme, ascultând vântul schimbării. Acesta observă soldații stând liniștiți, și observă cum Uniunea Sovietică vrea să se încadreze în spiritul occidental. Omului nu-i vine să creadă că cele două lumi sunt atât de apropiate, "ca frații" (like brothers). Simte viitorul plutind în aer, iar vântul schimbării îl va purta peste tot în lume. Naratorul spune că, plimbându-se pe străzi vede cum amintirile triste sunt îngropate în trecut, pentru totdeauna. Acesta (naratorul) este convins că vântul schimbării bate către viitor, iar precum un taifun, acesta va bate clopotul libertății și liberei exprimări.

## Track listings
CD maxi
Europa
1. "Wind of Change" – 5:10
2. "Tease Me Please Me" – 4:44

SUA
1. "Wind of Change" – 5:10
2. "Restless Nights" – 5:44
3. "Big City Nights" (live) – 5:10

7" single
1. "Wind of Change" – 5:10
2. "Restless Nights" – 5:44